# Chantal Guittet
Chantal Guittet (Orán, Argelia francesa, 12 de marzo de 1955) es diputada de Finisterre desde 2012.

## Biografía

### Estudios y trabajo
Diplomada en economía gestión y en ciencia política, trabaja en la Educación nacional, primeramente en la media, después en el superior. Enseñante en la Universidad de Versailles Saint Quentin en Yvelines, pasa, en 1992, a la Universidad de Bretaña occidental.

### Recorrido político
Militante del Partido socialista desde 1983, ha ejercido las funciones de secretaria de la sección de las Abers (Norte Finisterre) después delegada de la 5.ª circunscripción de Finisterre. Se presentó por primera vez como candidata a las elecciones legislativas de 2007 en la quinta circunscripción de Finisterre. En esas tierras tradicionalmente ancladas a la derecha, consigue obligar al diputado que sale Jacques Le Guen a una segunda vuelta.
En 2008, es electa concejala sobre la lista « la Unión para Le Relecq-Kerhuon ». Ejerce igualmente las funciones de consejera comunitaria de Brest Territorio metropolitano Océane encargada de la formación. Resulta, en el transcurso de mandato, adjunta al alcalde y encargada de los asuntos sociales.
Elegida con el 57,1 % de votos en la segunda vuelta el 17 de junio de 2012, es la primera mujer y diputada de izquierda electa en esa 5ª circunscripción de Finisterre desde los comienzos de la V República. Opuesta al cúmulo de mandatos, pone final a sus funciones de adjunta del Relecq-Kerhuon, poco después de su elección al Palacio-Borbón.

### Diputada
En la Asamblea nacional, Chantal Guittet es miembro del grupo SRC (socialista, radical y ciudadano) y escaño en la Comisión de Asuntos Exteriores. Es presidenta del grupo de amistad Francia-Rusia.
Con su colega Gilles Savary, hizo adoptar una proposición de ley que pretende luchar contra la competencia social desleal.
Es igualmente autora de una proposición de ley que pretende instaurar una derogación a los retrasos de pago interempresarias para las actividades de « grandes exportaciones », en el transcurso de discusiones del Parlamento. Este texto fue adoptado por unanimidad en primera lectura en la Asamblea nacional.
Como consecuencia de los atentados del 13 de noviembre de 2015 en París, ella cofirmó en el marco de la ley de prolongación del estado de urgencia una enmienda presentada por la diputada de París Sandrine Mazetier apuntando, contra el parecer del gobierno, a restablecer la censura sobre la prensa, radio, cine y teatro.